# Mischonyx
Genre
Synonymes
- Ilhaia Roewer, 1913
- Xundarava Mello-Leitão, 1927
- Eduardoius Mello-Leitão, 1931
- Cryptomeloleptes Mello-Leitão, 1931
- Giltaya Mello-Leitão, 1932
- Bunoleptes Mello-Leitão, 1935
- Arleius Mello-Leitão, 1935
- Penygorna Mello-Leitão, 1936
- Anoploleptes Piza, 1940

Mischonyx est un genre d'opilions laniatores de la famille des Gonyleptidae.

## Distribution
Les espèces de ce genre sont endémiques du Brésil.

## Liste des espèces
Selon World Catalogue of Opiliones (24/08/2021) :
- Mischonyx anomalus (Mello-Leitão, 1936)
- Mischonyx antiquus (Mello-Leitão, 1934)
- Mischonyx cuspidatus (Roewer, 1913)
- Mischonyx fidelis (Mello-Leitão, 1931)
- Mischonyx insulanus (Soares, 1972)
- Mischonyx intermedius (Mello-Leitão, 1935)
- Mischonyx kaisara Vasconcelos, 2004
- Mischonyx poeta Vasconcelos, 2005
- Mischonyx processigerus (Soares & Soares, 1970)
- Mischonyx scaber (Kirby, 1819)
- Mischonyx squalidus Bertkau, 1880
- Mischonyx sulinus (Soares & Soares, 1947)

## Publication originale
- Bertkau, 1880 : « Verzeichniss der von Prof. Ed. van Beneden auf seiner im Auftrage der Belgischen Regierung unternommen wissenschaftlichen Reise nach Brasilien und La Plata im Jahren 1872-73 gensammelten Arachniden. » Mémoires couronnés et mémoires des savants étrangers, publiés par l'Académie royale des sciences, des lettres et des beaux-arts de Belgique, vol. 43, p. 1-120 (texte intégral).